# Tamis

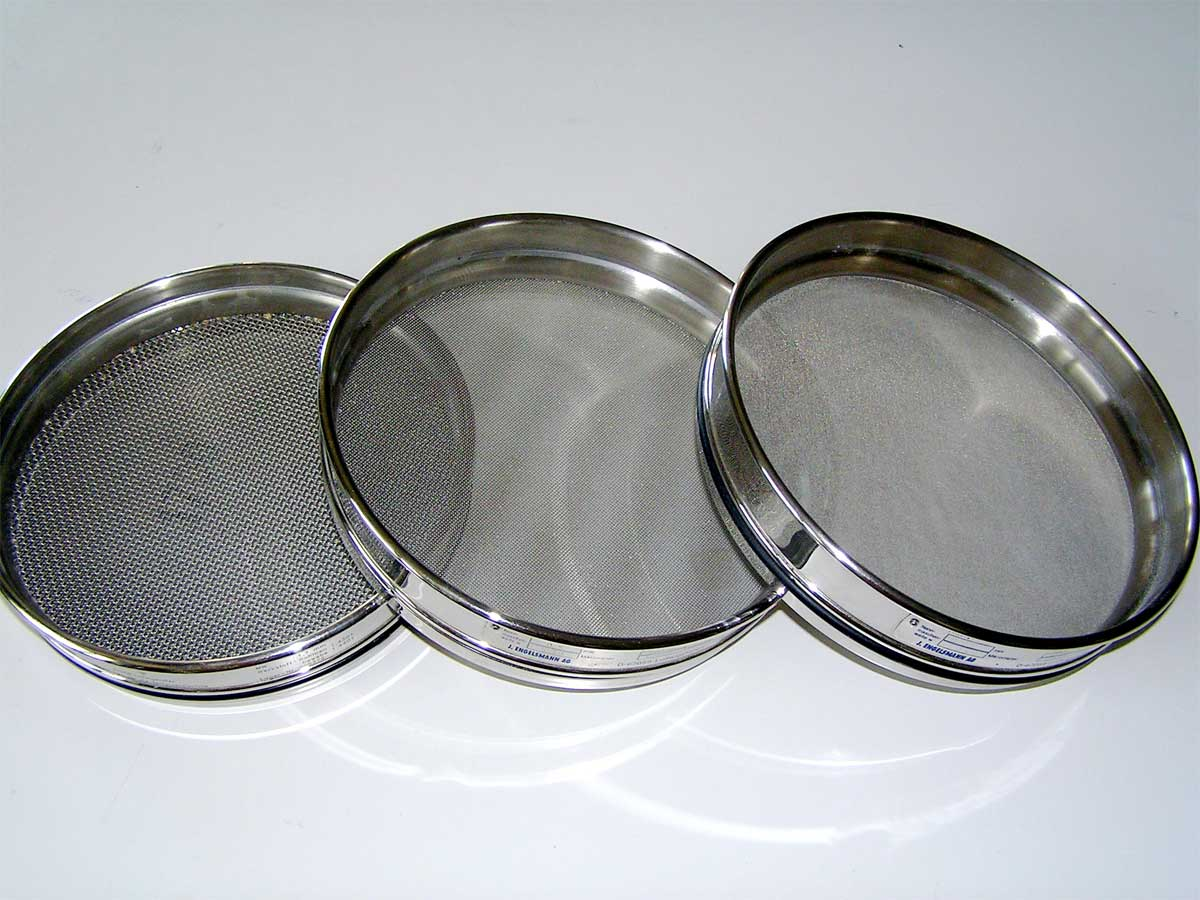
Tamis de laboratoire.

Un tamis est une grille de maillage plus ou moins fin, servant à trier les particules solides, fixée sur un cadre.

## Histoire

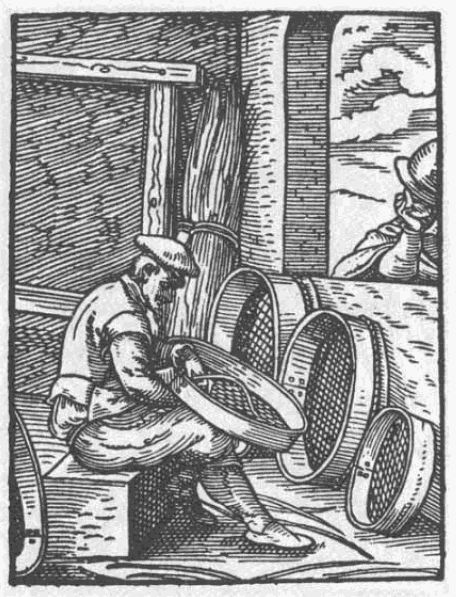
Fabricant de tamis, XVIe siècle.

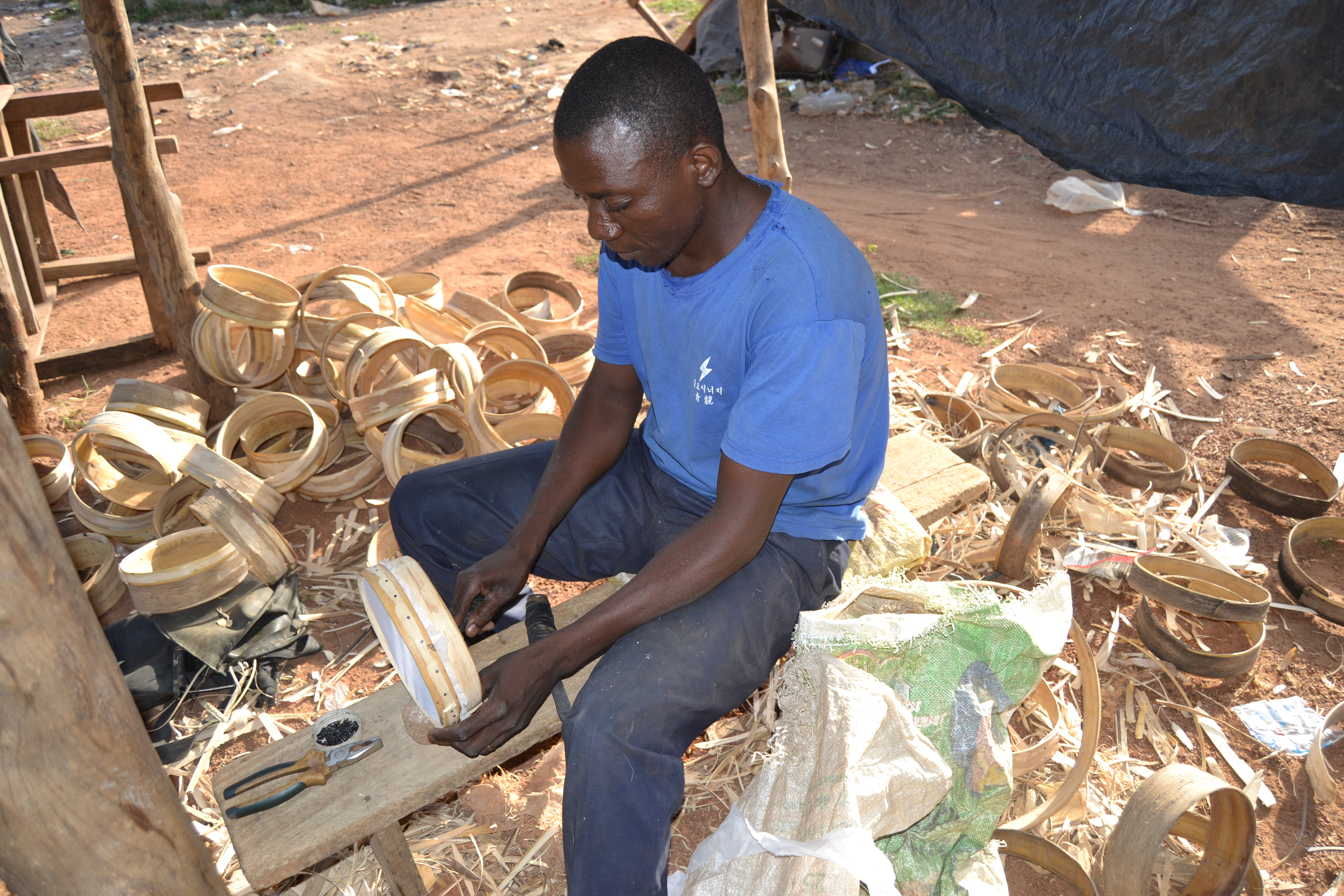
Fabricant de tamis à Ferké, dans le Nord de la Côte d’Ivoire.

L'origine du mot est incertaine. Le terme tamisium, du bas latin, est employé d'abord pour décrire un crible (latin cribum), qui permet de tamiser la farine ou le grain. En Inde, on l'appelait tamis (prononce tamì). Le mot s'enrichit peu à peu de sens nouveaux, tandis qu'apparaissent les tamis fins, les tamis gros ou les tamis déliés. On se sert du tamis non seulement pour passer la farine et la poudre, mais encore les liqueurs épaisses. Le maillage du tamis peut être en métal, en crin, voire en soies. Au XIXe siècle on trouve le terme employé pour décrire une sorte de filet de pêche fait d'un cylindre de bois dont le fond est maillé pour laisser passer l'eau et retenir le poisson, et d'une pièce en bois criblée de trous qui maintient les tuyaux dans un jeu d'orgues. Les tamis modernes sont en maillage de métal ou de nylon, moins facilement corrodé. Le terme sert à désigner la partie percutante d'une raquette de tennis ou de badminton.
Le terme tamis utilisé en anglais ne fait référence qu'à l'instrument de cuisine.

## Emploi
On utilise des tamis en cuisine, notamment en pâtisserie pour tamiser la farine et éviter la formation de grumeaux ou dans la préparation du thé au Japon ; des tamis en bois superposés posés dans un bain-marie servent à la cuisson-vapeur.
Dans le bâtiment ils servent pour tamiser le sable lors de la fabrication de mortier, et les granulats.
Dans l'industrie de fabrication du papier, la pâte à papier humide est étalée sur un tamis pour le séchage. 
Dans le jardinage il sert au tamisage du compost ou des substrats. 
En pharmacie et en chimie, il sert à l'analyse granulométrique et dans la fabrication (souvent tout à fait illégale) du haschisch.
De nombreuses industries ont recours au tamis dans le processus de fabrication de leurs produits : la préparation des peintures à partir de pigments en poudre par exemple. Le tamis peut également servir à l'assainissement des déchets, en séparant les solides des effluents. 
Il existe également des tamis de contrôle en toile métallique, en tôle perforée ou en feuilles électro-formées qui permettent de tester la qualité des produits en poudre ou des granulats. Ces tamis sont de taille (diamètre) et d'ouverture des mailles variables : par exemple <20 microns pour les éléments fins nécessitant un microtamisage ou >1,6 mm pour les éléments plus grossiers. Ils peuvent être utilisés en série. 
Le tamisage se fait par voie sèche (passage des particules plus fines à travers les mailles par secousses) ou par voie humide (entraînement des particules plus fines par l'eau). Ce dernier procédé est utilisé dans l'orpaillage.

## Norme ISO
Norme de l'Organisation internationale de normalisation utilisée pour tester les tamis de contrôle métalliques : DIN ISO 3310.

## Iconographie

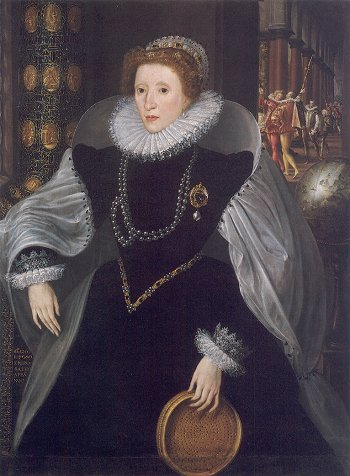
Portrait d'Élisabeth Ire d'Angleterre tenant à la main un tamis qui symbolise sa (supposée) virginité.

Dans l'iconographie, le tamis était utilisé comme attribut de la Chasteté, en référence à la légende latine racontant comment la vestale Tuccia avait transporté de l'eau du Tibre dans un tamis sans en perdre une goutte, prouvant ainsi sa virginité. Un dessin de Pierre Paul Rubens représente ainsi La Vestale Tuccia retenant l'eau du Tibre dans son tamis.
Au moins deux portraits de la reine Élisabeth Ire d'Angleterre, surnommée la Reine vierge, la montrent tenant un tamis à la main. Le plus ancien est le portrait de 1579 réalisé par George Gower, qui montre la reine âgée de 46 ans avec un globe, symbole de l'expansion impériale, et un tamis, symbole de sa virginité déclarée. Les mêmes symboles apparaissent dans un portrait de 1583 signé par Quentin Metsys le Jeune.

## Les trois tamis de Socrate
Passer au crible ou au tamis est devenu très tôt une métaphore pour désigner un examen sévère, qui « sépare le bon grain de l'ivraie ». L'apologue des trois tamis de Socrate raconte comment le philosophe demanda à un interlocuteur qui souhaitait lui parler s'il avait passé son discours au travers des trois tamis : celui de la vérité, de la bonté et de la nécessité. Seules les paroles qui passent l'épreuve des trois tamis méritent d'être prononcées.

## Tamisage mécanique par vibrations

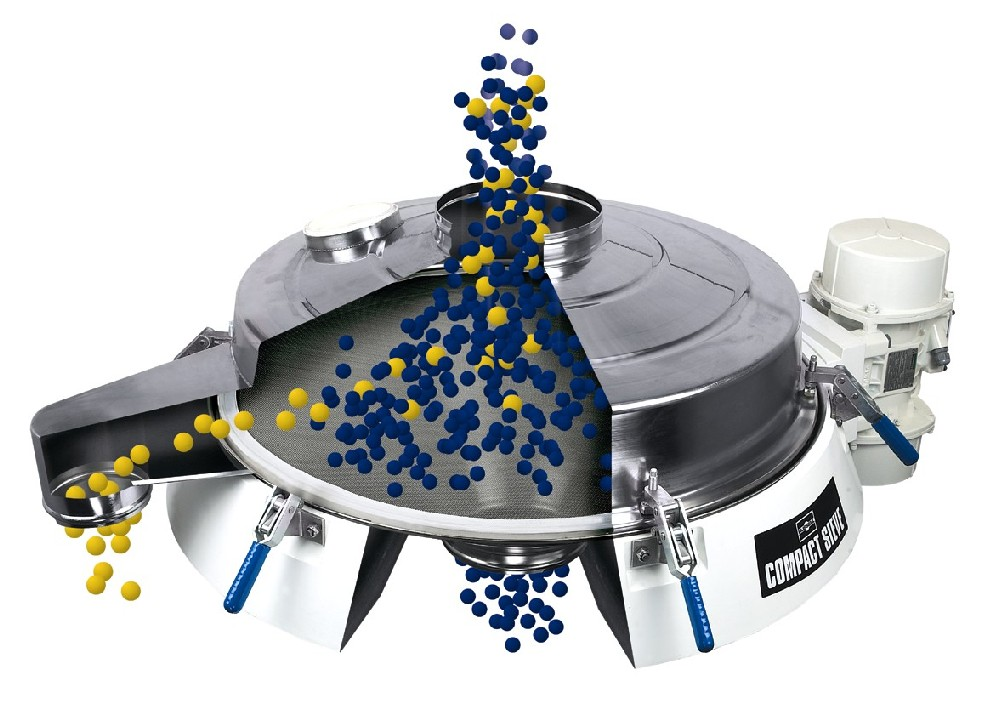
Un tamis vibrant typiques des poudres check-criblage à sec ou boueux liquide.

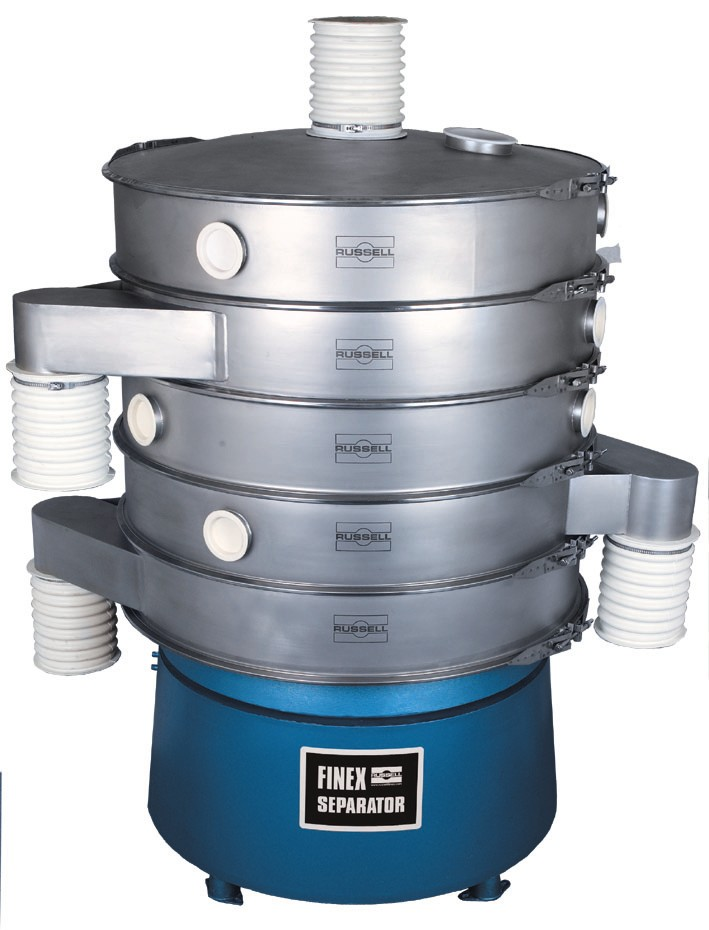
Un tamis vibrant typique de classement des matériaux.

Les tamiseurs vibrants, également couramment appelés séparateurs giratoires ou machines de tamisage, sont une méthode traditionnelle de traitement en masse des poudres sèches. Ils classifient les matériaux en les faisant traverser une toile qui les sépare selon la taille des particules. Par la combinaison de mouvements horizontaux et verticaux au moyen d'un moteur vibrant, ils répartissent le matériau sur la toile selon des modèles d'écoulement contrôlés et créent différentes strates de produit. Un tamiseur ou séparateur vibrant peut principalement remplir trois fonctions :
1. amisage de sécurité : dans le cadre de l'assurance qualité, il permet de vérifier la présence de contaminants étrangers et de refus, tout en les éliminant le cas échéant du produit.
2. classification et calibrage : permettent la classification des matériaux selon la taille des particules.
3. récupération : permet la récupération des matériaux utiles contenus dans les déchets pour réutilisation.

La plupart des machines vibrent à 1 400 tr/min. En séparant le moteur de la suspension en caoutchouc de ce type de conception, il est toutefois devenu possible d'augmenter la vitesse de fonctionnement des machines jusqu'à 2 800 tr/min, avec utilisation de contrepoids. Ce développement a permis d'accroître l'efficacité des tamiseurs, et l'utilisation de machines de diamètre inférieur sans nuire aux performances. Par exemple, une machine de 56 cm de diamètre fonctionnant à 2 800 tr/min peut surpasser les performances d'une machine de 122 cm de diamètre fonctionnant à 1 400 tr/min pour des matériaux traditionnellement difficiles à tamiser.

## Symbolique
- Dans le calendrier républicain, le « Crible » est le nom attribué au 30e jour du mois de nivôse[12].